# Katawa Shoujo
Katawa Shoujo (яп. かたわ少女, досл. «„Дівчата-інваліди“; літературний переклад — „Дівчата з обмеженими можливостями“») — візуальна новела у піджанрі «симулятора побачень», випущена Four Leaf Studios 4 січня 2012 під ліцензією Creative Commons CC-BY-NC-ND. У сюжеті розповідається історія юнака та п'яти дівчат з різними травмами, як фізичними, так і психологічними. Ігровий інтерфейс традиційний для візуальних новел — із текстовим полем і спрайтами персонажів. Гра працює на рушії Ren'Py.

## Сюжет
Основне місце дії — вигадана старша школа «Ямаку», спеціалізована для навчання дітей з обмеженими можливостями, розташована в сучасній Японії.
Протагоніст — Хісао Накай, звичайний школяр, чиє життя сильно змінилось після серцевого нападу. Після довгого лікування в лікарні від аритмії, він вимушено переводиться в школу «Ямаку», де, незважаючи на труднощі, знаходить друзів, і можливо, любов!

## Ігровий процес
Katawa Shoujo являє собою типову візуальну новелу жанру уцуге (букв. «депресивна гра»), що включає сцени еччі. Ігровий процес заснований на виборі гравцем різних варіантів розвитку подій в міру просування сюжетом. Обрані варіанти призводять до різних сюжетних відгалужень і конфліктів розвитку відносин Хісао з однієї з п'яти головних героїнь, що в кінцевому підсумку призводить до вирішення суперечностей (хороша кінцівка), до розлучення або віддалення героїв (погана або нейтральна кінцівка). При певному варіанті розвитку подій головний герой може загинути.

## Історія створення
Візуальна новела заснована на ескізах японського доджінші — художника Raita. З січня 2007 року ескізи широко обговорювалися на іміджборді 4chan, в результаті була утворена група розробників з користувачів 4chan і інших інтернет-спільнот. Група отримала назву Four Leaf Studios, засноване на логотипі 4chan. 29 квітня 2009 року була випущена ознайомча версія «Act 1». До п'ятої версії Act 1 була перекладена з англійської на французьку, італійську, японську, російську, німецьку, угорську мови, а також на традиційну і спрощену китайську мову. Повністю візуальна новела була випущена 4 січня 2012 року англійською мовою.
Слідом за виходом новели група Four Leaf Studios оголосила, що планів по створенню нових проєктів не існує. Проте в першому святковому повідомленні про ювілей блогу Aura заявив, що, можливо, 4LS оголосить про майбутні проекти в 2013 році.

## Персонажі

### Головні персонажі

#### Хісао Накай
Учень середньої школи з хронічною аритмією і вродженим пороком серця. У пролозі він непритомніє від обширного серцевого нападу під час освідчення в коханні від коханої дівчини; вони розлучаються за час його довгого лікування в лікарні, і приблизно через місяць після виписки вона надсилає лист, фактично припянючи їхні стосунки. Через хворобу серця Хісао перходить в старшу школу «Ямаку» в клас 3-3. Спочатку він незадоволений своїм переводом в школу для інвалідів, але потім поступово звикає до нових умов життя. Встановивши згодом нові відносини, він переглядає свої упередження щодо інвалідів, включаючи і самого себе. Улюблені хобі — читання і футбол.

#### Емі Ібарадзакі
Енергійна, комунікабельна блондинка з парою хвостиків і світло-зеленими очима. В результаті автокатастрофи вона втратила обидві ноги і замість них використовує протези. Втім, вона бачить це в позитивному світлі, оскільки стала лідером в бігу, хоча і трохи комплексує через свій невеликий зріст. Цінує правильне харчування і фізичні вправи, знаходиться в дружніх відносинах з головним фельдшером «Ямаку», обіцяючи йому стежити за Хісао в обмін на те, що останній стане її партнером в бігу. З Хісао Емі буквально стикаються в шкільному коридорі, що ледь не стає причиною для повторного серцевого нападу. Хісао відчуває провину щоразу, коли вона ображається, порівнюючи вираз її обличчя з мордочкою сумного цуценя. Емі дружить з Рін і живе в сусідній з нею кімнаті через яскраві характери і доповнюючи можливості один одного. При всьому цьому вона уникає сильного зближення з людьми, оскільки боїться втратити тих, хто їй дорогий. Питання Емі — «Чи можеш ти постояти за себе?».

#### Ханако Ікедзава
Ханако в дитинстві пережила сильну пожежу в своєму будинку, у вогні загинули її батьки. Права сторона її тіла сильно постраждала від опіків, але крім цього, подія залишила глибокий слід в її душі. Її довге, темно-фіолетове волосся звисає до спини, а пасма волосся спереду прикривають праву сторону лиця, що приховує більшу частину шрамів. Після пожежі вона провела значну частину свого дитинства в притулку, і страждала від знущань в початковій і середній школах; в результаті їй запропонували перевестися в «Ямаку». Спочатку вона була неймовірно соромлива з усіма, крім Ліллі і Юко. Ханако — одна з однокласниць Хісао, але часто відсутня на уроках, воліючи проводити час одна, за читанням книг в бібліотеці. Її питання — «Чи можеш ти поглянути в обличчя страху?».

#### Ліллі Сато
Староста 3-2 класу, сформованого з сліпих і слабозорих учнів; сліпа від народження. Найвища з головних героїнь, з довгим світлим волоссям і блакитними очима; її батько — японець, мати — шотландка з родичами в Інвернесі. Ліллі дуже ввічлива і елегантна, з поведінкою, властивою матері, не любить втручатися в чиєсь особисте життя, наприклад, тактовно уникає питань про причини, за якими Хісао перейшов в «Ямаку». Згадується, що раніше вона відвідувала сувору школу для дівчаток. На відміну від дій Міші, спрямованих на прискорення адаптації Хісао після його переведення, Ліллі прагне не квапити події, допомагаючи Хісао освоїтися в самий розпал підготовки до фестивалю. Вона — найближча і спочатку єдина подруга Ханако; вони постійно обідають і п'ють чай разом, і разом ходять за покупками. Крім того, Ліллі в хороших відносинах з Юко. Шідзуне з Ліллі уживаються погано; можливо, тому, що пряме спілкування між ними неможливо: Ліллі не бачить жестів Шідзуне, а Шідзуне не може її чути або говорити з нею. Її питання — «Чи можеш ти бачити те саме, що і я?».

#### Рін Тедзука
У Рін відсутні руки в результаті вродженого дефекту; внаслідок цього вона з приголомшливою спритністю використовує ноги для будь-яких повсякденних дій. У неї коротке руде волосся і темно-зелені очі, також вона носить хлоп'ячу форму, щоб уникнути незручних ситуацій під час використання ніг. Незвичайна особистість Рін часто призводить до незграбним випадків з її співрозмовниками, включаючи Хісао, в результаті, з нею спілкується не так багато людей на відміну від Ліллі. Рін не турбують інші учні і їх інвалідність, вона цікавиться цим питанням лише як хобі. В результаті, вона здається досить грубою, особливо під час місячних. Рін — близька подруга Емі і її сусідка, їх поселили так, оскільки порахували, що їх можливості доповнюють один одного. На шкільному фестивалі вона самостійно пише величезну фреску на стіні перед гуртожитком. Її питання — «Чи можеш ти обійняти світ?». У Рін найдовша сюжетна лінія в грі.

#### Шідзуне Хакамічі
Однокласниця Хісао, староста 3-3 класу і президент студради. У неї короткі темно-синє волосся і темно-сині очі, вона носить окуляри. Вона — глухоніма, спілкується переважно за допомогою жестової мови. Її подруга Міша майже не відходить від неї, передаючи все, що вона говорить або повідомляючи їй слова інших, забезпечуючи таким чином зв'язок з іншими людьми. За словами і по її особисту думку, Шідзуне — наполеглива, і прагне керувати іншими; але зрідка вона пом'якшується і може дати волю почуттям. У неї дуже неприязні стосунки з Ліллі, і в результаті вона недолюблює Ханако. Питання Шідзуне: «Чи можеш ти сказати мені те, що ти думаєш?».

#### Шіїна Мікадо (також відома як Міша)
Найкраща подруга Шідзуне, разом вони члени місцевої шкільної ради. Вона працює перекладачем жестової мови. Міша — перша людина, з яким Хісао подружився в «Ямаку». У неї довге кучеряве рожеві волосся і жовті очі. Міша доброзичлива і життєрадісна, хоча ентузіазм її оточують часто не поділяють. Вона має характерну інфантильною мелодійною манерою мови і називає головного персонажа кличкою «Хіччян», а Шідзуне — «Шіччян». Незважаючи на те, що в першій частині вона є важливим персонажем, що допомагає Хісао пристосуватися до нової школи, у неї немає окремої сюжетної лінії з Хісао. Вона допомагає Шідзуне переконати Хісао вступити в студраду. Міша відвідує «Ямаку» під час практики за програмою навчання жестовій мові, що робить її однією з нечисленної групи «нормальних» (без обмежених можливостей) учнів у школі.

#### Кенджі Сето
Сусід Хісао по поверху, визнаний сліпим, оскільки здатний бачити лише предмети, що знаходяться в одиницях сантиметрів від нього. Діє і виглядає як хікікоморі, нетовариський, стверджує, що він — «остання розумна людина в божевільному світі». Він часто заявляє про змови феміністок, стверджуючи, що останні — втілення зла, що прагне правити світом (згодом з'ясовується, що цим він пояснює свою втому після близькості зі своєю колишньою дівчиною за рік до основного сюжету), і інші безглуздості, можливо, змагаючись з Рін у «винятковості». Сюжетна лінія Кенджі призводить до поганого кінця, якщо гравець не вибере жодну з дівчат в процесі проходження першого акту.

### Другорядні персонажі

#### Фельдшер
Головний фельдшер в «Ямаку», ім'я невідоме. Доброзичливо ставиться до всіх учнів, але швидко стає жорстким, якщо його поради не сприймають серйозно. Він просить Емі «шпигувати» за Хісао, для впевненості, що той буде виконувати всі вправи. Вперше з'являється, коли Хісао залишає Шідзуне і Мішу і йде в медпункт в перший раз.

#### Акіо Муто
Класний керівник Хісао і вчитель природничих наук в 3-3 класі. Він відірваний від класу так само, як і від реальності. Можливо, природжений учитель (незалежно від думки учнів), його найважливіше вміння — не звертати уваги на сторонні речі (незалежно від того, як сильно цього хочуть відволікаючі його чинники). Вперше з'являється, коли Хісао заходить в вестибюль школи на початку гри.

#### Юко Шіракава
Бібліотекар, дружить з Ліллі і Ханако. У неї великі життєві проблеми, що робить її людиною, у якого завжди можна спитати поради про те, як чинити в різних ситуаціях. Юко збирає гроші на заняття в університеті, працюючи на півставки в відвідуваному кафе «Шанхай» неподалік від «Ямаку». Щоб її не звільнили через природну незграбність, вона ходить по широким проходах, що вражає не менше, ніж її маніакальна увага до деталей і часті напади депресії. Вперше з'являється, коли Ліллі йде в бібліотеку з Хісао і кличе її на ім'я. Пізніше з'ясовується, що у Юко був хлопець молодший за неї, який раптово зник, і в репліках Кенджі і Юко є неоднозначні натяки, що цей хлопець насправді — Кенджі Сето.

## Відгуки
Katawa Shoujo отримала в цілому позитивні відгуки. Ще до виходу гру оцінили деякі оглядачі і любителі жанру, що відзначили точне і шанобливе відношення до канонів і сеттінгу. Зворушливе ставлення до елементів ероґе в грі, доречні в відповідних сценах вставки легкої еротики також були оцінені позитивно (зазначалося, що якщо сцени «для дорослих» відключити в налаштуваннях, то гру можна проходити не втративши нитку сюжету). Інші критики були більш стримані; Дейв Райлі (Dave Riley) з Otaku USA Magazine розкритикував гру за «поганий склад і поганих персонажів».

## Критика назви
Назва гри стало предметом для суперечок серед японської аудиторії. Термін Катава (яп. 片輪) визнано в Японії застарілим та принизливим. «Katawa Shoujo» перекладається як «дівчина-інвалід», але більш дослівним перекладом слова Katawa з японського є «калічена» або «поламаний», що швидше застосовується до воза з одним колесом замість двох, і тому некоректно. Відповідаючи на питання щодо назви і використання терміна «Katawa», розробники прокоментували «Ми не хотіли навмисно ображати когось, і самі цю назву не придумували. Назва ця, зрозуміло, японська, придумана Raita в його начерках для «Katawa Shoujo».

## Версії гри
| Дата           | Версія                        |
| -------------- | ----------------------------- |
| 29 квітня 2009 | акт 1, версія 1               |
| 13 грудня 2009 | акт 1, версія 2               |
| 14 травня 2010 | акт 1, версія 3               |
| 25 червня 2010 | акт 1, версія 4               |
| 16 квітня 2011 | акт 1, версія 5               |
| 4 січня 2012   | реліз повної версії (1.0)     |
| 8 липня 2013   | оновлення повної версії (1.1) |
| 28 липня 2014  | оновлення повної версії (1.2) |

## Розробники
Розробкою гри займалася група користувачів іміджборда 4chan, що об'єдналася в студію Four Leaf Studios, назва якої є відсиланням до графічного логотипу сайту.